# Hongkonger Beachhandball-Nationalmannschaft der Juniorinnen
Die Hongkonger Beachhandball-Nationalmannschaft der Juniorinnen repräsentiert den Handball-Verband von Hongkong als Auswahlmannschaft auf internationaler Ebene bei Länderspielen im Beachhandball gegen Mannschaften anderer nationaler Verbände.
Als Überbau fungiert die Nationalmannschaft der Frauen, das männliche Pendant ist die Nationalmannschaft der Junioren.

## Geschichte

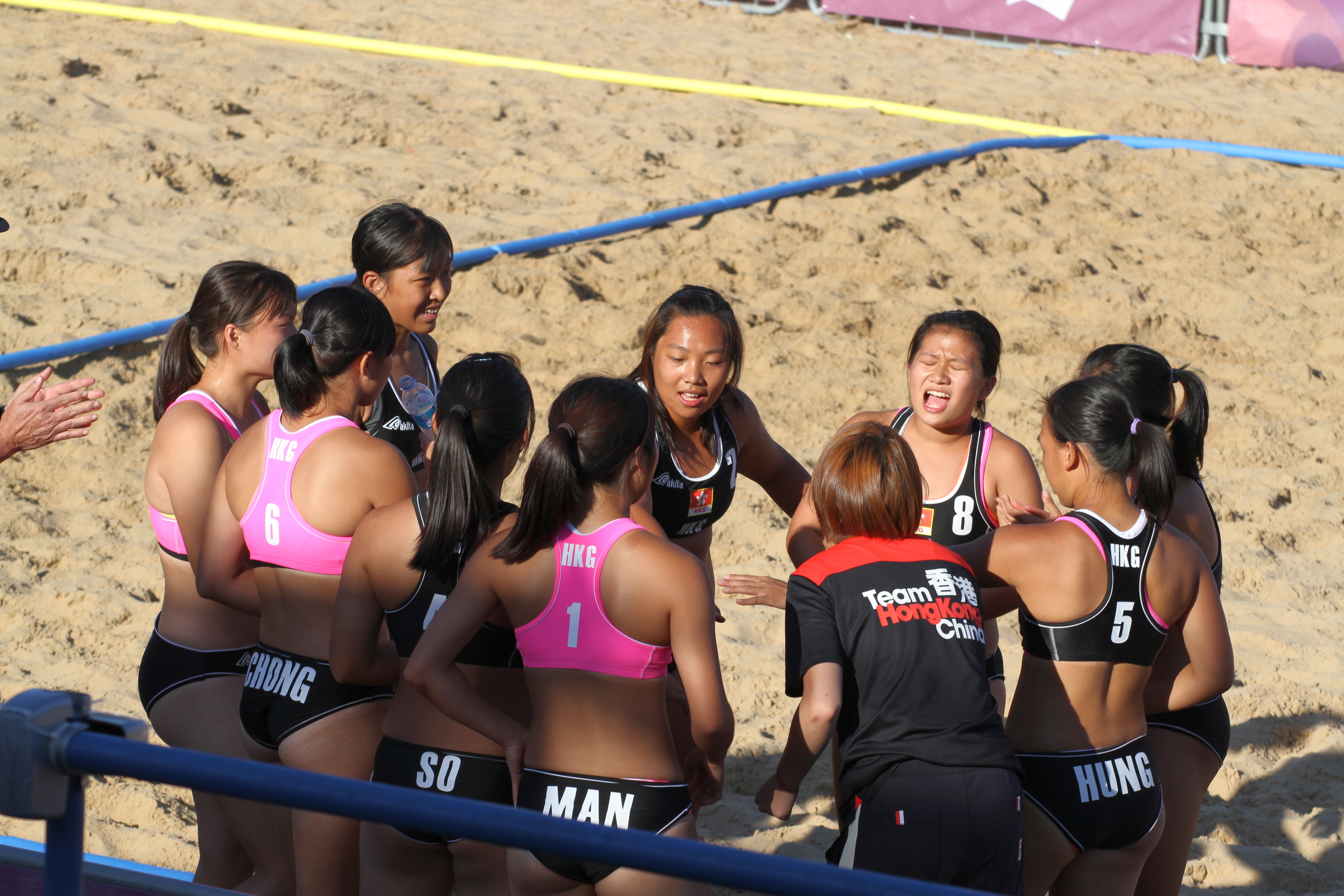
Die Mannschaft Hongkongs schwört sich vor dem Vorrundenspiel gegen Argentinien ein

Mit der Einführung einer Junioren-Asienmeisterschaft im Jahr 2016 im Vorfeld der ersten Junioren-Weltmeisterschaften in Pattaya nahm auch die weibliche Nachwuchs-Nationalmannschaft das erste Mal an einer internationalen Meisterschaft teil. Als am Ende viertplatzierte Mannschaft wurde die Teilnahme an den Junioren-Weltmeisterschaften um einen Rang verpasst. Da China und Taiwan ihre über die WM erworbenen Startplätze bei den Olympischen Jugendspielen 2018 in Buenos Aires nicht wahrgenommen hatten, rückte die Auswahl Hongkongs nach. Nach einer schwachen Vorrunde, in der ausschließlich Niederlagen ohne eigenen Satzgewinn zu verbuchen waren, gelangen in der Trostrunde bei drei Spielen zwei Siege über Mauritius und Amerikanisch-Samoa. Damit qualifizierte sich Hongkong für das Spiel um den neunten Rang, das gegen die Türkei verloren wurde.
Aufgrund der COVID-19-Pandemie dauerte es bis 2022, dass es erneut zu internationalen Einsätzen der Mannschaft kam. Bei den zweiten Asienmeisterschaften in Bangkok konnte die Mannschaft die Bronzemedaille gewinnen und sich damit erstmals für die Junioren-Weltmeisterschaften qualifizieren, profitierte dabei aber auch davon, dass es nur drei teilnehmende Mannschaften gab. In Iraklio auf Kreta gewann die Mannschaft nur ein einziges Spiel gegen Indien in der Trostrunde und belegte am Ende den 16. und damit letzten Platz.

## Teilnahmen
| Olympische Jugendspiele - 2018 (U 18): 10. - 2026 (U 18): Junioren-Weltmeisterschaften - 2017 (U 17): nicht qualifiziert - 2022 (U 18): 16. | Junioren-Asienmeisterschaften - 2016 (U 16): 4. - 2022 (U 19): 3. |

- AM 2016: Kader derzeit nicht bekannt

- OJS 2018: Cho Hoi Ching • Chong Sze Ki • Hui Ching Lam • Hung Sin Yu • Kwok Tsz Tung • Li Lok Yee • Man Cheuk Lam (TW) • So Hoi Kiu • Yok Tsz Tung

- AM 2022: Cheng Hiu Lam • Cheng Wing Lam • Cheung Hoi Yan • Kam Cheuk Lam Sophia • Lee Cheuk Ling Cherry • Su Wai Ling • Yeung Chun Yan (TW) • Zhang Sum Yuet[5]

- JWM 2022: Chan Tsz Lam • Chau Cheuk Laam • Cheng Hiu Lam • Cheng Wing Lam • Cheung Hoi Yan • Kam Cheuk Lam Sophia • Wong Wai Shan • Yeung Chun Yan (TW) • Yeung Pui Yan • Zhang Sum Yuet • Ersatz: Lam Ashley Gwyneth • Ng Cheuk Yiu (TW) • Su Wai Ling[6]

## Trainer
| Cheftrainer/in - 2016: - 2017: Yeung Hoi Cheung - 2022: Chiu Chit Kwan | Co-Trainer/in - 2016: - 2017: Lam Wai Yu - 2022: Wong Mei Kuen (AM) - 2022: To Yuen Pik (WM) |